# Jin (Coreia)
O Estado Jin foi um estado coreano, da Idade do Ferro que ocupava o sul da Península Coreana durante o Séculos  II e III a.C., tendo sua fronteira com o reino coreano Gojoseon ao norte. Sua capital era em algum lugar ao sul do Rio Han. Ele precedeu a Confederação Samhan , sendo que cada um de seus constituintes (Mahan , Jinhan ( ou Chinhan) e Byeonhan (ou  Pyonhan)) afirmavam ser sucessores do estado Jin.